# Кут (душа)
Кут — душа-«двойник» человека по представлениям тюркских народов, «жизненный эмбрион», даруемый свыше Богом, сгусток энергии, некое семя жизни, счастье, благодать, харизма.

Для древних тюрков обладание верховной властью определялось наличием у кагана дара Тенгри — кут: 

«По милости Неба и потому, что у меня самого было счастье (кут), я сел (на царство) каганом»

 (Малов С. Е. Памятники древнетюркской письменности Монголии и Киргизии. М.; Л., 1959).
У киргизов кут приносит «счастье тому, кто сможет его взять». Сделать это удаётся только хорошему и честному человеку. Такой кут представлялся как кусочек студенистого вещества темно-красного цвета. Легендарный Манас (в записи варианта одноимённого эпоса в исполнении С. Орозбакова) родился со сгустком крови в обеих руках. А в варианте С. Каралаева герой рождается «со сгустком чёрной крови в правой руке». У кыргызов тюндюк (верхний деревянный круг остова юрты), через который кут попадал в очаг, символизировал женские органы рождения.
По представлениям якутов, кут состоит из 3-х частей:
- Ийэ-кут (материнская душа) — то, что передаётся от родителей: традиции, культура.
- Буор-кут (земляная душа) — материальная часть, физическое тело.
- Салгын-кут (воздушная душа) — интеллект, разум, коммуникативно-социальная составляющая.

По сообщению Рашид ад-Дина и «Сокровенного сказания», во время рождения Чингисхан, «из чрева матери яростно вырвавшись», сжимал в руке кусочек запекшейся крови размером с альчик.
У тюркских народов Южной Сибири отмечены представления о «посреднической функции головного убора в передаче человеку „душ-зародышей“»; казахи называют головной убор «үйдiң құты», то есть «кут дома». По сообщениям китайских летописей, социальное ранжирование раннесредневековых кыргызов выражалось и в том, что они носили головные уборы различной формы и материалов в зависимости от богатства и знатности.
Широко распространённым в Средние века было использование слова кут как компонента имён собственных и титулов у центральноазиатских народов.